# Melle Boddaert
Melle Boddaert, kortweg Melle (Leiden, 29 januari 2000) is een Nederlandse singer-songwriter en multi-instrumentalist.

## Jeugd
Toen Melle vijf jaar oud was werd hij verliefd op het geluid van de cello en begon hij met klassiek celloles op de muziekschool in Leiden. Tegelijkertijd leerde hij zichzelf ukelele spelen, nadat hij op zijn 5e verjaardag een exemplaar had gekregen. Samen met zijn vader leerde hij Beatles-liedjes spelen en zingen. Toen hij acht jaar oud was, verzon hij samen met zijn zus en zijn vader Nederlandstalige liedjes. Melle begon al snel zijn eigen liedjes te schrijven en hij speelde zijn eerste live-optredens met zijn ukelele.
Op zijn elfde ging Melle naar het Stedelijk Gymnasium Leiden, waar hij zijn eerste optredens voor een groter publiek hield. In 2012 behaalde Melle de finale van het Junior Songfestival met het liedje Dromen. Het nummer bereikte de 19e plaats in de Oranje Top 30.
Rond 2015 vormde hij met schoolvrienden de band Eleven. De band bestond uit Melle (zang, gitaar en bas), Niels Jacobs (piano, zang, bas, trombone, glockenspiel), Lucas Tan (gitaar, bas, zang) en Marijn Vollaard (drums, percussie). Met Eleven bracht Melle in eigen beheer de ep Some Things (2016) uit. De cd werd tijdens live concerten verkocht aan het publiek. Later verscheen van Eleven nog het nummer Cat als single op iTunes (iMusic).

## Muzikale carrière
Na de middelbare school studeerde Melle vanaf 2017 aan het Conservatorium Haarlem. Tijdens het tweede jaar van de opleiding vormde hij een nieuwe band onder zijn eigen naam met klasgenoten van het conservatorium: Ties Voskamp (drums), Max Warmerdam (gitaar) en Jari Stoppelenburg (bas). Zijn oude bandmaat uit Eleven, Niels Jacobs, speelt regelmatig mee op trombone. Ook Wessel van Deursen, met wie Melle samen de nummers Up en How I Long componeerde, is vaak op het podium met de band te zien.

### Nobel Award

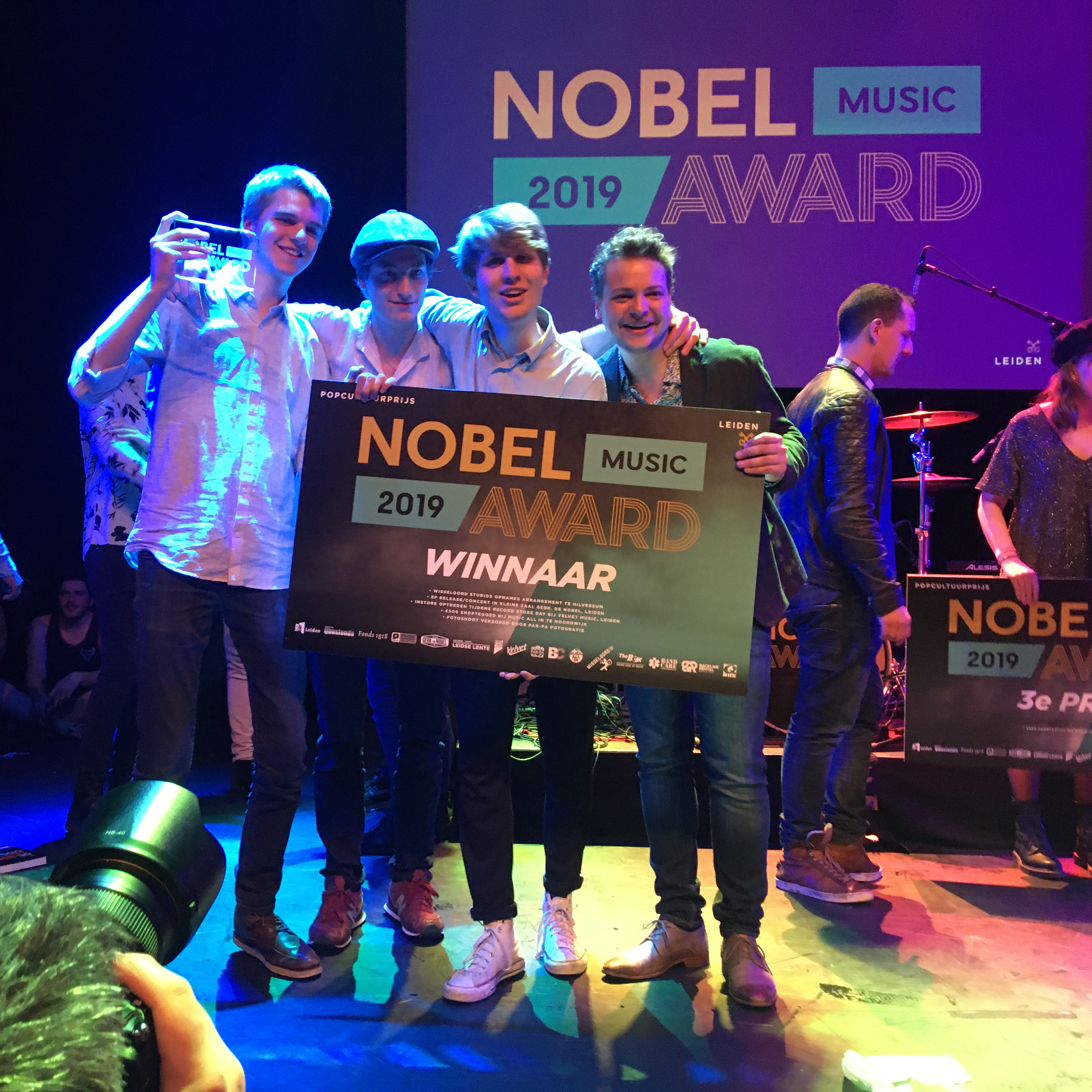
Melle wint de finale van de Nobel Awards, 22 december 2019. V.l.n.r. Jari Stoppelenburg, Ties Voskamp, Melle Boddaert, Max Warmerdam.

Op de valreep van 2019 won Melle samen met zijn band de Nobel Award met een optreden op het grote podium van Gebr. De Nobel in Leiden. Dit concours wordt jaarlijks georganiseerd in samenwerking met poppodia, horeca, winkeliers uit de Gemeente Leiden.

### Eerste ep's:YenLittle Life
Op 10 januari 2020 bracht Melle zijn eerste ep uit, genaamd Y.  Op deze ep deelt hij zijn meest persoonlijke verhalen en experimenteert hij met een aantal exotische instrumenten zoals de Seagull M4, dat op de single Y een prominente rol speelt. Melle is dan ook een fervent verzamelaar  van vreemde muziekinstrumenten. Dit is te zien in Melle’s YouTube-kanaal en zijn Instagram, onder de naam Melle's Instruments.
In 2021 verschijnt zijn tweede ep Little Life, die gaat over het verlangen naar een rustig leven in een chaotische wereld. Op de ep staat onder andere het nummer On The Road, dat goed werd ontvangen en meerdere radiostations werd gedraaid en zelfs in de Viral 50 NL Playlist van Spotify terecht kwam.

### PoprondeenMooie Noten Festival
Melle werd in 2020 geselecteerd voor de Popronde. Door Coronamaatregelen werd dit landelijke festival echter afgelast. In 2021 ging het festival wel door en Melle trad op in tientallen steden, waaronder Amsterdam, Utrecht en Groningen. Hij werd de tweede meest geboekte artiest van de Popronde.
In 2021 wint Melle de finale van het Mooie Noten Festival in een sfeervolle Vondelkerk in Amsterdam. Mooie Noten is de Amsterdamse popsongcompetitie voor singer-songwriters en (semi)akoestische acts georganiseerd door GRAP Amsterdam.

### Nieuwe singles en epWhen The Night Is Full Of Spies
Melle brengt op 19 november 2021 zijn single Up uit. In april 2022 verschijnt zijn derde ep When The Night Is Full Of Spies. De eerste singles van deze ep Run Run en Already Home waren al een groot succes op de Nederlandse radio en bereikten playlist dagrotatie op Veronica en Radio 2, KINK en Pinguin Radio. Dit levert de band een aantal live optredens op Radio 2 op. Run Run bereikt nummer 1 in de Verrukkelijke 15, de hitlijst die wordt samengesteld door de luisteraars uit nummers op aangeven van Leo Blokhuis en de andere dj’s van NPO Radio 2.

### V2 records
Eind augustus 2022 tekent Melle een platencontract bij V2 records, die direct zijn eerstvolgende single Carry On uitbrengt, later gevolgd door The Reflection, nummers van zijn eerste ep bij V2 records: Morning is Dawning. In 2023 verschijnen bij V2 in hoog tempo verschillende singles van het in het najaar van 2023 te verschijnen album.

## Samenwerkingen

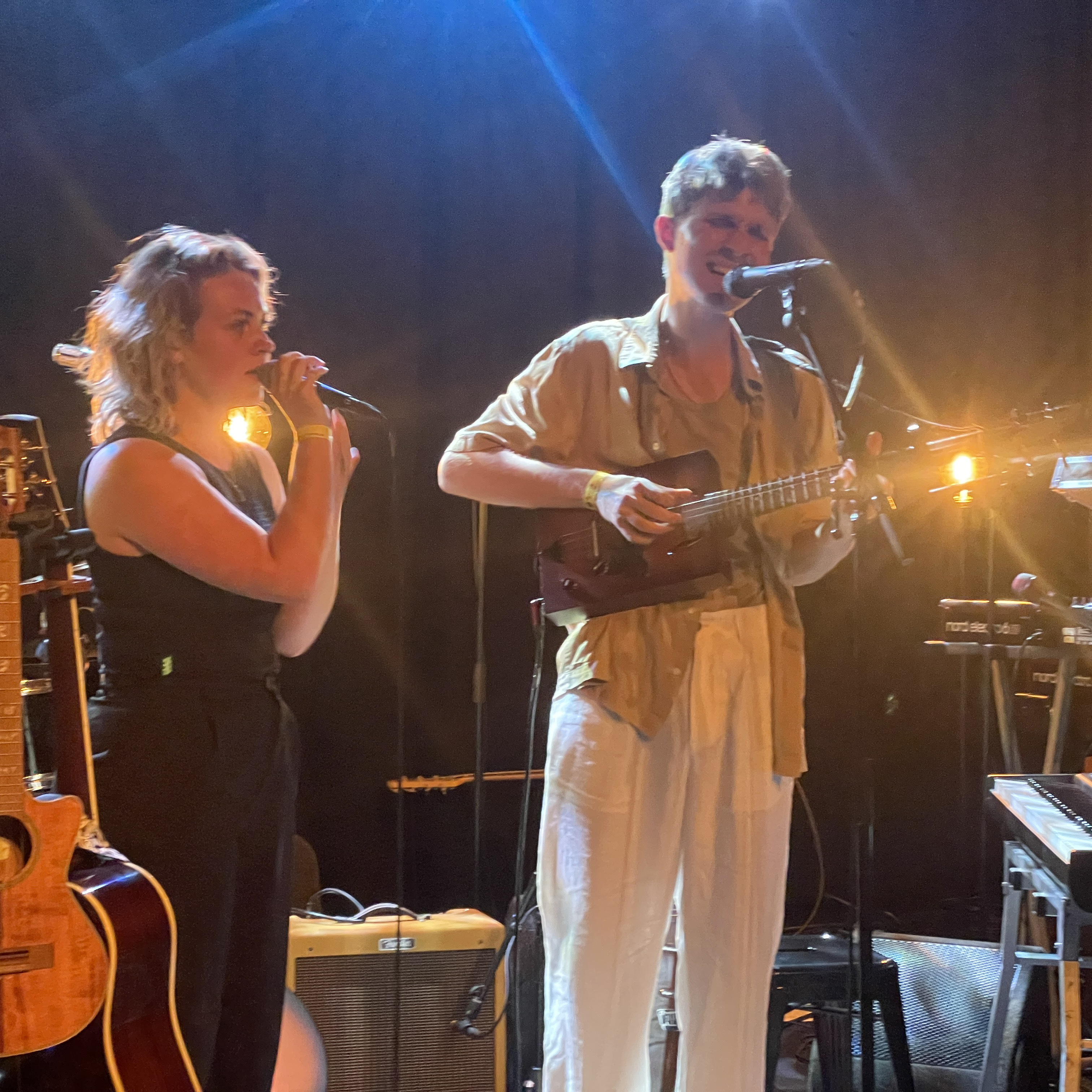
Melle en Philine zingen een akoestische versie van Old Summers, tijdens een optreden in De Nobel, Leiden.

Melle werkt sinds 2022 steeds vaker samen met andere muzikanten, zowel voor zijn eigen band als voor songs van anderen artiesten. Met Wessel van Deursen – die ook vaak met Melle's band op het podium te vinden is – werkte hij samen aan eigen composities zoals Up en Old Summers. Aan het laatste nummer werkte ook Will Knox mee. 
Met Savine schreef hij het nummer Step by step en Melle schreef mee aan het Nederlandstalige nummer Niet sneller als ik ren van de Rotterdamse zangeres Emmy Eve. Ook van het Nederlandstalige Meisje van December van de zanger Benjamin is Melle de mede-tekstschrijver en -componist. Voor de zangeres Philine speelde hij verschillende akoestische instrumenten op haar album So sick of myself. Samen zijn Melle en Philine ook regelmatig te zien op social media met covers en akoestische versies van hun nummers, zoals de speciale versie van Old Summers, die een notering in de Verrukkelijke 15 bereikte.

## Instrumenten
Melle is een multi-instrumentalist. Op zijn Youtubekanaal maakt hij de serie Melle’s instruments. In deze videoreeks componeert Melle in één sessie een nieuw nummer met een keuze uit zijn verzameling instrumenten. Hieronder een lijst van 30 instrumenten die Melle heeft gebruikt in deze opnames.
Snaarinstrumenten
- Banjogitaar
- Basgitaar
- Cello
- Cigarbox gitaar
- Gitaar, akoestisch
- Gitaar, akoestisch 12-snarig
- Gitaar, elektrisch
- Kala U-bass
- Mandoline
- Ud (elektrisch)
- Ukulele
- Seagull M4
- Tzouras
- Zither

Toetsinstrumenten
- Glockenspiel (metallofoon)
- Harmonium
- Kalimba
- Keyboard
- Melodica
- Orgel, elektrisch
- Piano

Percussie
- Conga
- Djembé
- Drum
- Cajon
- Rainmaker shaker

Overige instrumenten
- Mondharmonica
- Panfluit
- Theremin
- Trompet

## Discografie

### Singles
| Single met eventuele hitnotering(en) in de Nederlandse Top 40 | Datum van verschijnen | Datum van binnenkomst | Hoogste positie | Aantal weken | Opmerkingen                                                      |
| ------------------------------------------------------------- | --------------------- | --------------------- | --------------- | ------------ | ---------------------------------------------------------------- |
| Dromen                                                        | 12-09-2012            | 06-10-2012            | -               | -            | #19* in de Oranje Top 30                                         |
| Run Run                                                       | 16-07-2021            | 25-07-2021            | -               | -            | #1 in de Verrukkelijke 15                                        |
| Already Home                                                  | 01-10-2021            | 10-10-2021            | -               | -            | #2 in de Verrukkelijke 15                                        |
| How I Long                                                    | 13-02-2022            | 13-02-2022            | -               | -            | #3 in de Verrukkelijke 15                                        |
| Clowns and Ghosts                                             | 08-05-2022            | 08-05-2022            | -               | -            | #3 in de Verrukkelijke 15 en #22 in de Verrukkelijke 15 van 2022 |
| Can't Come Home                                               | 05-03-2023            | 05-03-2023            | -               | -            | #1 in de Verrukkelijke 15                                        |
| Old Summers                                                   | 19-05-2023            | 04-06-2023            | -               | -            | #3 in de Verrukkelijke 15 en # 3 in de AvroTros Verlanglijst     |
| Old Summers (feat. Philine)                                   | 21-07-2023            | 06-08-2023            | -               | -            | #6 in de Verrukkelijke 15                                        |

### Albums
- Some Things (ep, Eleven), 2016
- Y (ep, 2020)
- Little Life (ep, 2021)
- When The Night Is Full Of Spies (ep, 2022)
- Morning is Dawning (ep, 2022, V2 Records)